# Château d'Oudon
Le château d’Oudon est un ouvrage fortifié situé à Oudon, en France. Construit à la fin du XIVe et au début du XVe siècle, sur le site d’un ouvrage plus ancien, il a été remanié au XVIe siècle, et restauré aux XIXe et XXe siècles.

## Localisation
Le château est situé sur la commune d’Oudon, dans le département de la Loire-Atlantique. Il a été construit sur un affleurement rocheux qui domine la vallée de la Loire, qui coule à quelques centaines de mètres au sud, au confluent avec une rivière nommée Le Hâvre. Proche de l'ancienne frontière franco-bretonne, il faisait partie du dispositif défensif breton face au royaume de France avant 1491, date du mariage de la reine Anne avec le roi Charles VIII.

## Description
Le château est bâti en pierre de schiste et de gneiss, les chaînages horizontaux et d'angles sont en tuffeau. Le donjon, élément majeur du monument, a les mêmes caractéristiques que celui de la forteresse de Largoët dans le Broërec (aujourd'hui dans le département du Morbihan), construit à la même époque par Jean II de Châteaugiron, frère cadet d'Alain de Malestroit , mais les éléments décoratifs sont inspirés de ceux des châteaux de la Loire. Elle est haute de 32,5 mètres et surmontée d'une tourelle octogonale de 7,45 mètres. Les murs sont épais de 3 mètres. Les mâchicoulis sont décorés de motifs tréflés.

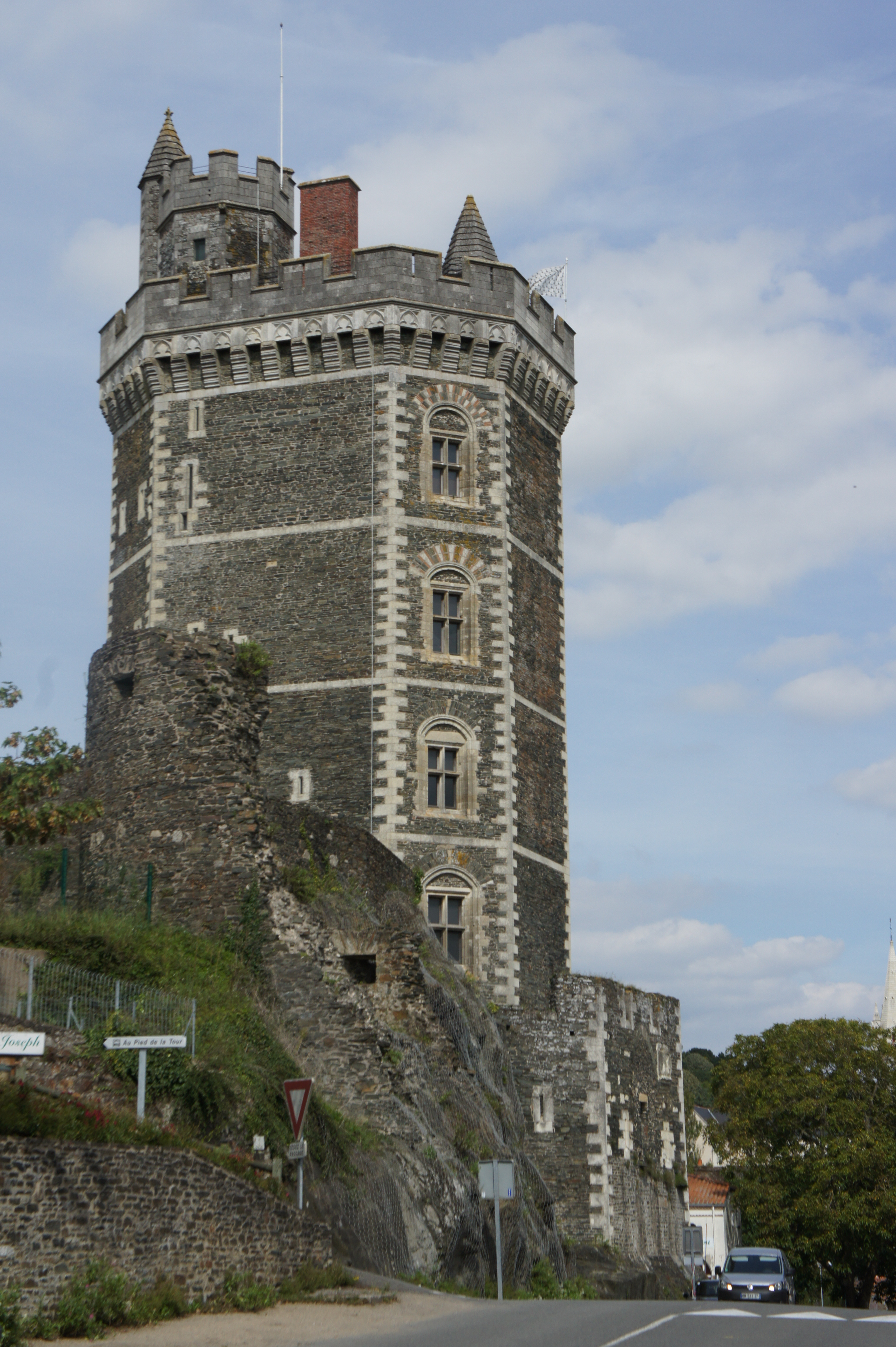
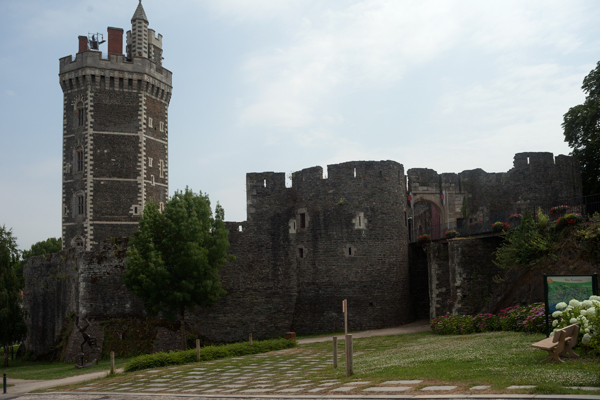
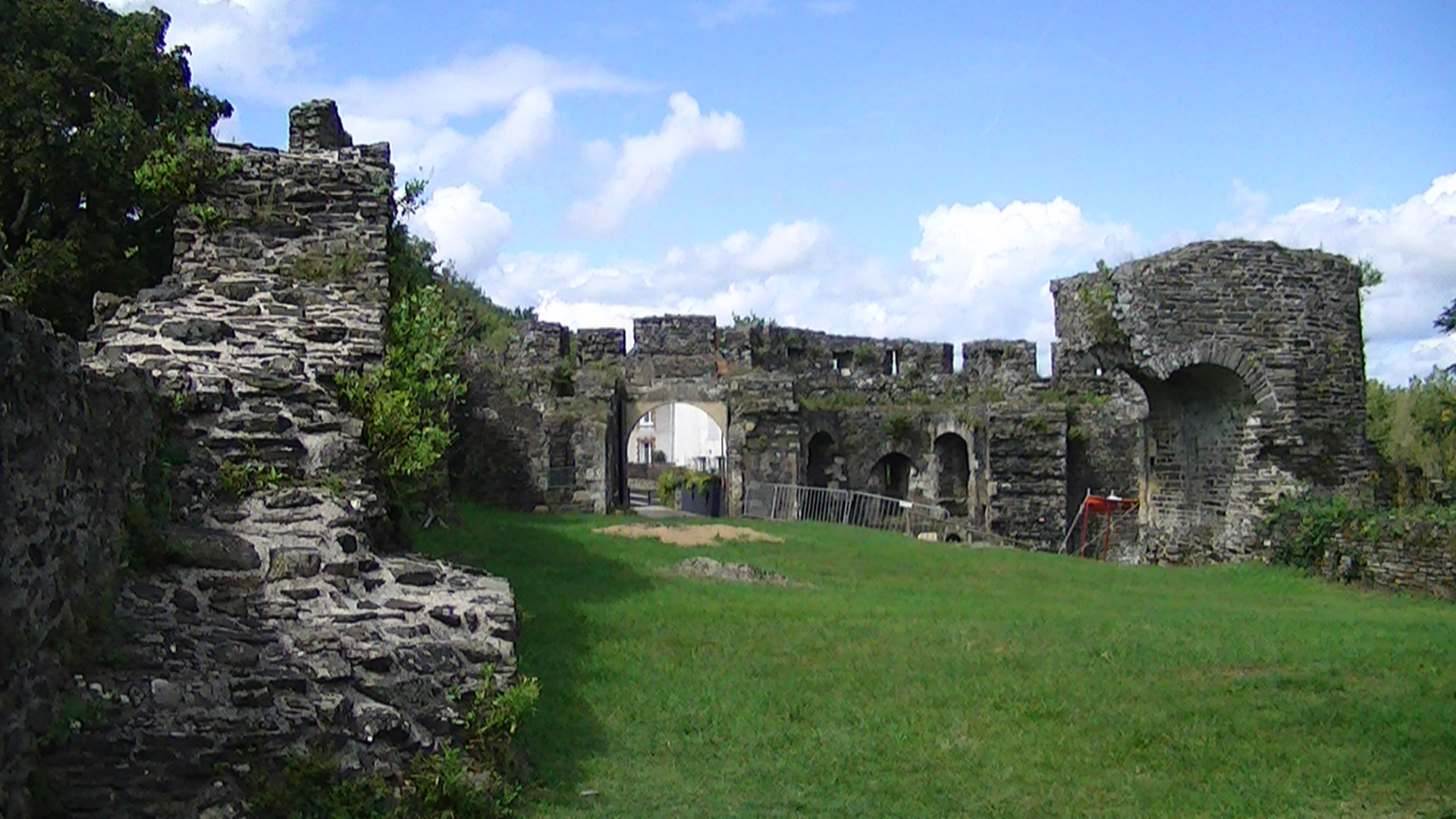
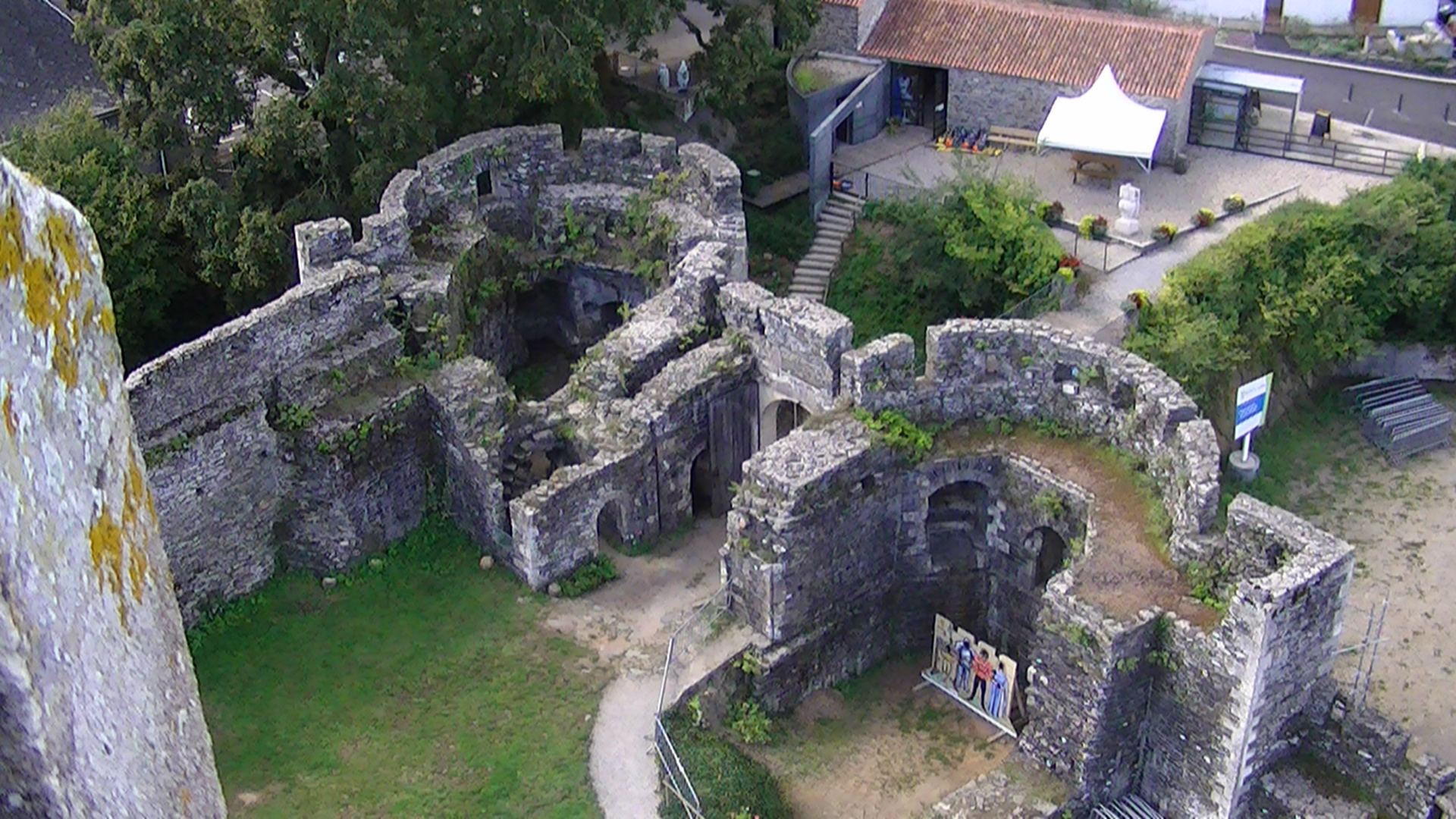
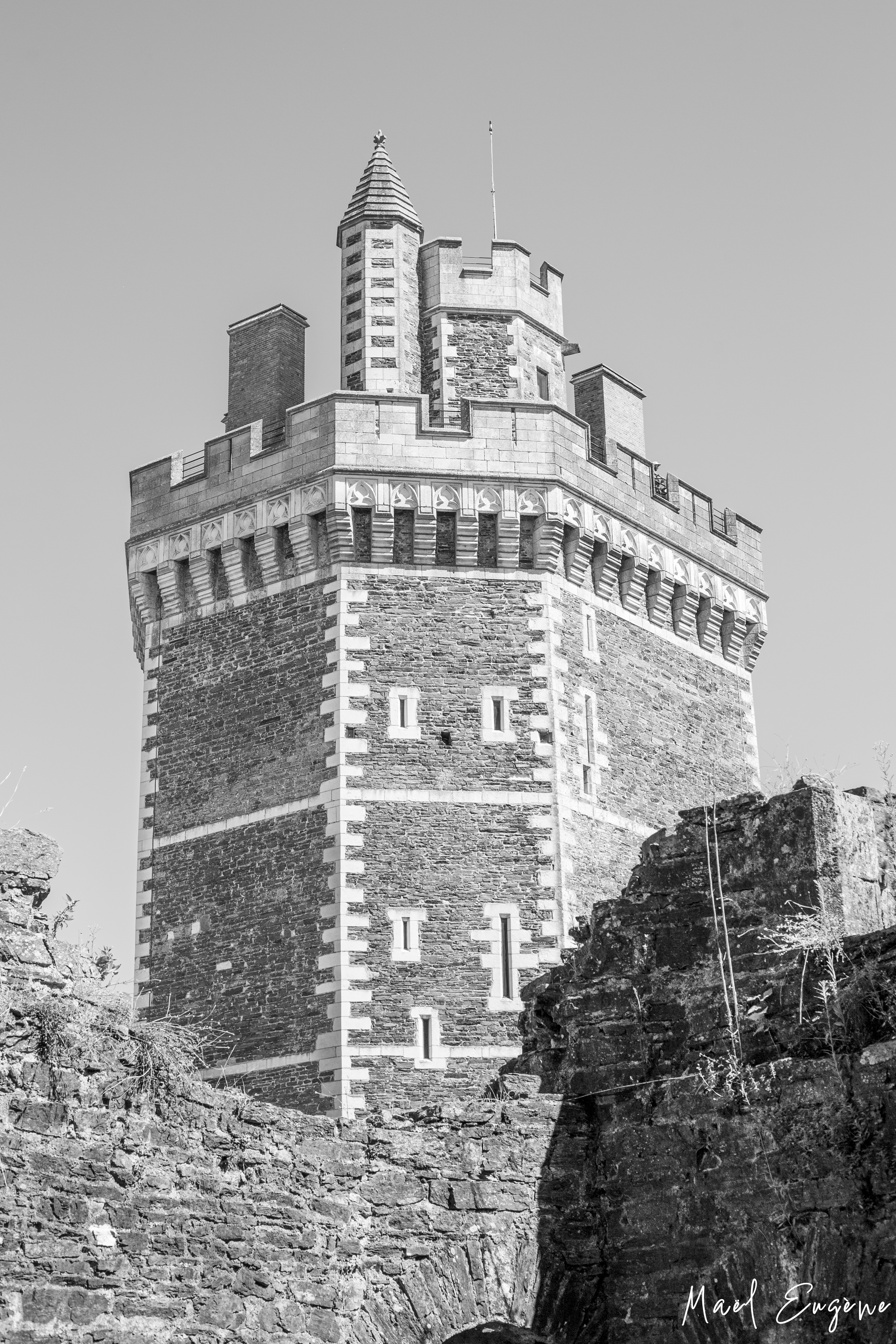

## Historique
Au XIe siècle, une seigneurie existe à Oudon ; son siège est au château situé au même endroit que l’actuelle fortification. Sa situation, dans les marches de Bretagne, la contraint à subir plusieurs sièges des ennemis du duché, notamment ceux de 1147, menés par Henri II Plantagenêt, et celui de 1214, conduit par Jean sans Terre. En 1230 et 1234, c’est Saint Louis, qui investit les lieux. Si ces assauts sont fréquents, c’est parce que la position est stratégique, permettant de bloquer la circulation entre Nantes et Angers par voies terrestre et fluviale.
La seigneurie d'Oudon passe dans une branche cadette de la maison de Châteaugiron par l'union d'Amice, fille et héritière de Geoffroi seigneur de Beaumortier et d'Oudon et de Béatrice de Vritz, avec Galéran II de Châteaugiron (mort après 1298), seigneur d'Amanlis. Leur fils Alain III, seigneur d'Oudon, en 1271 épouse sa parente de la lignée aînée Jeanne de Châteaugiron et leurs descendants deviendront ensuite par mariage seigneurs de Malestroit.
Le duc Jean IV de Bretagne, accorde, le 22 mai 1392, au seigneur d’Oudon Alain de Malestroit  "Le congé et licence de faire et edifier chasteau et forteresse au dit lieu et place d'oudon et ès appartenances" au motif "que autreffoiz il y eust une forteresse, et promis d'abattre et araser le chasteau et forteresse de Vielle-Court" . Il bâtit une tour, ou donjon, entourée d’un mur, qui constitue à elle seule une forteresse, bien qu'elle ait été conçue principalement comme lieu de résidence. L'enceinte de l'ancien château est conservée ainsi que les deux pont-levis situés au nord et au sud. Au milieu du XVe siècle, un mur d’enceinte plus vaste est construit : au nord deux tours gardant une entrée, et la « courtine est », reliant cette entrée à l’enceinte du donjon. À l’ouest, une autre muraille est construite au-delà du fossé bordant le mur bâti au siècle précédent. Au XVIe siècle, c’est la courtine ouest qui est achevée ; elle reprend, dans sa partie nord, le seul élément de fortification subsistant de l’ancien château du XIe siècle. Au sud, les remparts s’étendaient vers la Loire, une partie disparue depuis. Trois tours ponctuaient la muraille ; seuls des vestiges de la tour sud-ouest subsistent.
En 1526, les soldats de François Ier assiègent brièvement le château afin d'arrêter Jean et Julien de Malestroit, coupables d'avoir fabriqué de la fausse monnaie et d'avoir assassiné le seigneur de la Muce Pont-Hus. Après l'exécution des fautifs, la seigneurie d'Oudon est confisquée par le roi et échoit à Raoul du Juch. Sa fille, Claude du Juch, la vendit à René du Bellay. Claude du Bellay en hérita et la vendit vers 1553 à Anne de Montmorency (1493-1567), gouverneur de Nantes. Celui-ci y invita le roi Charles IX à diner lors du voyage de ce dernier à Nantes en octobre 1565. Henri II de Montmorency (1595-1632), petit-fils d’Anne, choisit le camp de Gaston d’Orléans contre son frère, le roi Louis XIII. Il est vaincu à la bataille de Castelnaudary et exécuté ; ses biens sont confisqués par le roi et transmis à Charlotte-Marguerite de Montmorency (1594-1650). Par héritage, le château d’Oudon passa alors dans la Maison de Condé, où il demeura jusqu'en 1789, mais sans être habité.

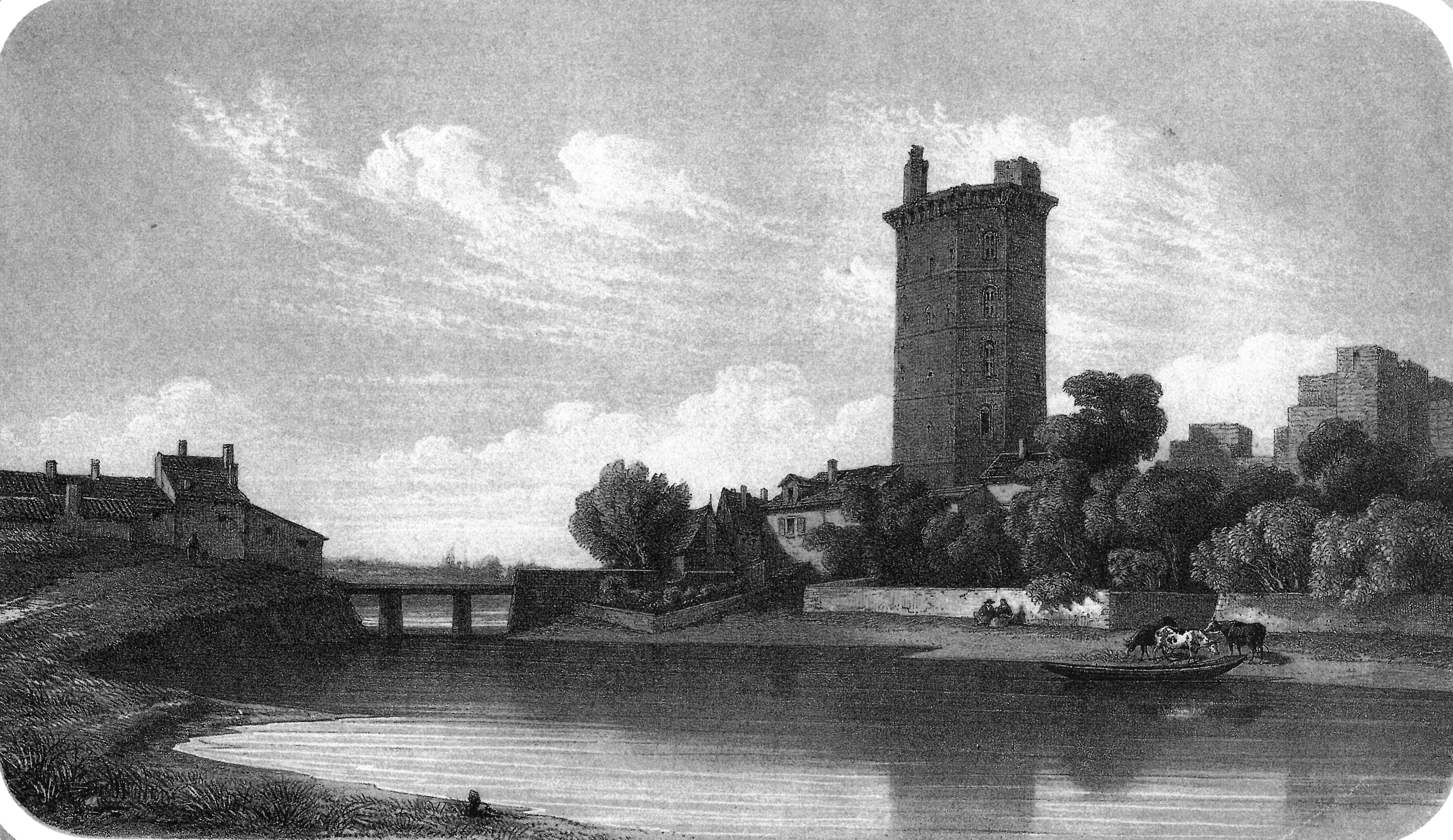
Tour d'Oudon, gravure de Thomas Drake, 1860.

Lors de la Révolution, le domaine est confisqué en 1794, et devient bien national ; divisé en parcelles, il est acheté, en 1807, par des propriétaires locaux qui démantèlent des parties du château pour en récupérer les matériaux (marches des escaliers, planchers, pierres). En 1820, le conseil général de la Loire-Inférieure achète le château. Puis, après le classement comme monument historique en 1866, il le cède à l’État, en 1881. L’architecte en chef des monuments historiques, Victor Ruprich-Robert, mène des travaux de restauration de la tour (toiture, murs et fenêtres). Cette opération vise à ne pas voir l’édifice disparaître mais celui-ci va pourtant rester sans entretien pendant près d'un siècle. Des travaux sont enfin menés entre 1974 et 1984, pour consolider les murs d’enceinte et de certaines maçonneries du donjon. À partir de 1989, un projet de mise en valeur est lancé, en perspective du 600e anniversaire de la tour : l'intérieur du donjon redevient accessible par la reconstruction de l'escalier à vis et la pose de planchers aux étages.
La tour est classée au titre des monuments historiques en 1866 et 1875. Le terrain, les parties d’enceinte du XVe siècle, les ponts d’accès et les douves sont inscrits en 2000.

#### Ouvrages récents
- Jean-Luc Flohic (dir.), Joël Thiévin et Wilfried Pontoreau, Le Patrimoine des communes de la Loire-Atlantique, vol. 1, Charenton-le-pont, Flohic éditions, 1999, 1383 p. (ISBN 2-84234-040-X), Canton d’Ancenis.
- Isabelle Rouaud-Rouaze, M. Giudicelli, « Château médiéval d’Oudon », Loire en scène, 11 juin 2014 (consulté le 2 décembre 2014).
- Isabelle Rouaud-Rouaze, Château, Oudon, direction régionale des affaires culturelles Pays de la Loire, coll. « Patrimoine restauré en Pays de la Loire » (no 8), 1995, 12 p. (ISSN 1167-5454, BNF 35797472).

#### Ouvrages anciens
- Jacques Pohier, "Au pays de Loire : la tour d'Oudon", La Bretagne touristique Cinquième année n°48, 16 mars 1926, pp.49-52
- Armand Guéraud, Oudon, ses seigneurs et son château, par MM. Ch. Bizeul (de Blain) et Armand Guéraud, notice historique lue à la séance [de la Société archéologique de Nantes] du 2 novembre 1852, V. Forest et E. Grimaud, 1852, 22 p. (BNF 30550794).
- Émilien Maillard, La tour d’Oudon, Ch. Loncin, 1882 (BNF 34125597).